# NGC 7347
NGC 7347 est une galaxie spirale située dans la constellation de Pégase. Cette galaxie a été découverte par l'astronome britannique John Herschel en 1830. Sa vitesse par rapport au fond diffus cosmologique est de 1 872 ± 26 km/s, ce qui correspond à une distance de Hubble de 27,6 ± 2,0 Mpc (∼90 millions d'al).
NGC 7347 présente une large raie HI. Selon la base de données Simbad, NGC 7347 est une candidate au titre de galaxie active.	
À ce jour, sept mesures non basées sur le décalage vers le rouge (redshift) donnent une distance égale à 34,157 ± 3,672 Mpc (∼111 millions d'al), ce qui est légèrement à l'extérieur des valeurs de la distance de Hubble. Notons cependant que c'est avec la valeur moyenne des mesures indépendantes, lorsqu'elles existent, que la base de données NASA/IPAC calcule le diamètre d'une galaxie et qu'en conséquence le diamètre de NGC 7347 pourrait être d'environ 16,2 kpc (∼52 800 al) si on utilisait la distance de Hubble pour le calculer.